# Nkogoa
Nkogoa is een geslacht van hooiwagens uit de familie Assamiidae.
De wetenschappelijke naam Nkogoa is voor het eerst geldig gepubliceerd door Roewer in 1927. 

## Soorten
Nkogoa is monotypisch en omvat slechts de volgende soort:
- Nkogoa feai